# レニーブラスター
『レニーブラスター』 (Renny Blaster) は、1995年6月23日に日本のNECアベニューから発売されたPCエンジンSUPER CD-ROM2用横スクロールアクションゲーム。
主人公の矢来藤朗および篠懸誓史朗を操作し、ハルバーシュテット男爵率いるニーベルンゲン騎士団を倒して「サマエルの心臓」を奪還する事を目的としている。上下移動も含む横スクロールアクションの合間に、音声入りのビジュアル画面が挿入されるといった形式の作品。PCエンジンソフトの中でもかなり後期の作品である。
開発はエーワンアドおよびアーケイディア、Jフォースが行い、プロデューサーはPCエンジンSUPER CD-ROM2用ソフト『フォゴットンワールド』（1992年）や『レインボーアイランド』（1993年）を手掛けた小座間隆が担当、音楽はスーパーファミコン用ソフト『マスターズ 遙かなるオーガスタ2』（1993年）を手掛けた森田広志が担当、キャラクター・デザインはイラストレーターの末弥純が担当している。

## ゲーム内容
方向キー左右で歩き、2度押しでダッシュ、方向キー下でしゃがみ。背後への入力は立ち状態では振り向きだが、しゃがみ状態では防御となる。階段がある場合方向キー上下で昇降。
ステージ中には回復用の食料のほか、「技パネル」というものもあり、このパネルを拾ってステージをクリアすると次ステージから選択可能な技が増える。

## 登場人物
矢来藤朗（やらい ふじろう）
声 - 田中秀幸
主人公の一人で、ブラックロッジ（魔術結社）ハンターとして生計を立てている。
篠懸誓史朗（すずかけ せいしろう）
声 - 塩沢兼人
主人公の一人で、「プロフェッサー」の通り名を持つ魔術師。
マリア・ドラクール
声 - 冬馬由美
ハルバーシュテット
声 - 堀秀行
柳谷義一
声 - 屋良有作
メッサラ・カウエルハイム
声 - 堀川亮
ヘンデル
声 - 江森浩子
フェンダース
声 - 小林俊夫
スレーター・ウォルフ・グールモン
声 - 掛川裕彦

## スタッフ
- ディレクター：上野真一
- メイン・プログラム：かじやすゆき
- サブ・プログラム：横田義弘
- CGグラフィック作成：高井政彦、ところともかず、長島茂人、清水徹、坂寄康則、新井由木子
- BGM、効果：森田広志
- 脚本：殿勝裕子
- パッケージイラスト、ビジュアル原画：末弥純
- プロデューサー：小座間隆
- エグゼクティブ・プロデューサー：石原幸男
- スペシャル・サンクス：株式会社エーワン・アド、有限会社アーケイディア、株式会社ジェイフォース、青二プロダクション

## 評価
- ゲーム誌『ファミコン通信』の「クロスレビュー」では6・4・5・4の合計19点（満40点）[1]、『PC Engine FAN』の読者投票による「ゲーム通信簿」での評価は以下の通りとなっており、20.9点（満30点）となっている[2]

| 項目 | キャラクタ | 音楽 | お買得度 | 操作性 | 熱中度 | オリジナリティ | 総合 |
| 得点 | 3.6        | 3.5  | 3.5      | 3.6    | 3.4    | 3.3            | 20.9 |
- ゲーム本『懐かしゲーム機大百科 PCエンジン完全ガイド 1987-1999』では、末弥純の描いたグラフィックに関しては「同氏のファンならずとも一見の価値がある」と高評価を与えたものの、会話シーンにおいてスキップしても音声はスキップできない仕様に関して否定的に評価した[3]。